# 7713 Цутому
7713 Цутому (7713 Tsutomu) — астероїд головного поясу, відкритий 17 грудня 1995 року.
Тіссеранів параметр щодо Юпітера — 3,474.
Названо на честь Цутому (яп. つとむ(力) цутому).